# Ouladzimir Arlow
Ouladzimir Aliaxeïevitch Arlow (en biélorusse : Уладзімір Аляксеевіч Арлоў), né à Polatsk en 1953, est un écrivain biélorusse contemporain.

## Biographie
Il fait des études d'histoire jusqu'en 1975, avant d'enseigner l'histoire dans un lycée à Novapolatsk entre 1975 et 1976. Il travaille ensuite pour le journal Himits. À partir de 1988, il est rédacteur en chef pour la maison d'édition Mastatskaïa litaratoura.
Son travail d'écrivain commence en 1976. 

## Lien
- Œuvres d'Ouladzimir Arlow